# رم علاء الدين
| التأسيس       | 2002              | المنتجات      | الأجهزة المنزلية والأدوات |
| المقر الرئيسي | عمّان - الأردن     | الموقع الرسمي | http://rum-aladdin.com/   |
| الصناعة       | التصنيع و التعدين |               |                           |

تم إنشاء رم علاء الدين عام 2002 كنتيجة لاندماج شركة رم لتصنيع المعادن و شركة رم علاء الدين للصناعات. يقع مقر رم علاء الدين في الأردن ومقرها الرئيسي في عمّان.
يتم تمثيل أسهم الشركة في المؤشر الوزني لبورصة عمّان(1).
تتكون الشركة من شركتين صناعيتين مدمجتين:

## رم لتصنيع المعادن
تأسست رم للمعادن عام 1972. وهي شركة تصنيع تنتج الأدوات و القوالب، وتؤدي أعمال الصفائح المعدنية وأعمال الدهان وأعمال التجميع.

## رم علاء الدين للصناعات
تأسست رم علاء الدين للصناعات عام 1981. وهي شركة تعمل في تجميع سخانات الغاز ، أجهزة التيليفيزيون، السخانات الكهربائية، سخانات المياه، السلالم و شاشات الكريستال السائل.

## روابط خارجية
الموقع الرسمي لشركة رم علاء الدين